# Grand-bailliage de Welzheim

Carte du Wurtemberg, 1927 - Le grand-bailliage de Welzheim est situé en n°21

Le grand-bailliage de Welzheim (de 1810 à 1819 grand-bailliage de Lorch) était une circonscription administrative du Royaume de Wurtemberg (sur la carte jointe n° 21), rebaptisée Kreis Welzheim en 1934 et dissoute en 1938, ses communautés étant divisées entre les districts de Waiblingen (successeur légal), Gmünd, Backnang et Göppingen.
Pour des informations générales sur les Grands-bailliages du Wurtemberg, voir Grand-bailliage (Wurtemberg).

## Histoire
La forêt de Welzheim (en) et la partie de la vallée de la Rems qui la jouxte au sud faisaient pour la plupart partie du Wurtemberg avant 1800, mais étaient divisées entre plusieurs offices et entrecoupées de parties du territoire d'autres dominions. Au cours de la réorganisation initiée par Napoléon, le grand-bailliage de Welzheim a été formé en 1807 à partir de l'ancien office du greffier de Welzheim et de la partie principale de l'office du monastère de Lorch, et en 1810 des emplacements supplémentaires ont été ajoutés. En 1810, le siège administratif fut déplacé à Lorch, et en 1819 à Welzheim.
Les voisins du grand-bailliage, affecté au Cercle de la Jagst de 1818 à 1924, étaient les Grand-bailliages de Backnang, Gaildorf, Gmünd (de), Göppingen (de), Schorndorf (de), et le Waiblingen (de).